# Чоловіки (фільм, 1970)
«Чоловіки» (англ. Husbands) — американська комедія-драма 1970 року режисера Джона Кассаветіса про трьох чоловіків середнього класу, які переживають кризу середнього віку після смерті близького друга.

## Короткий сюжет
Троє номінально щасливих чоловіків проживають із сім’ями в передмісті Нью-Йорка. Вони, цілеспрямовані та успішні, знайомі ще зі шкільних років. Вони виросли разом, а тепер розуміють, що їхня молодість зникає і що вони нічого не можуть зробити, щоб зберегти її. Вони змушені зіткнутися з цією реальністю, коли їхній найкращий друг Стюарт раптово й неочікувано помирає від серцевого нападу. Після похорону вони два дні тусуються, грають у баскетбол, їздять у метро та випивають. Один з них, Гаррі, йде додому, жорстоко свариться з дружиною і вирішує летіти до Лондона. Двоє інших вирішують летіти з ним.

## У ролях
| Актор           | Роль        |
| --------------- | ----------- |
| Бен Газзара     | Гаррі       |
| Пітер Фальк     | Арчі Блек   |
| Джон Кассаветіс | Гас Деметрі |

## Критика
На Rotten Tomatoes фільм отримав оцінку 65% на основі 34 відгуків від критиків і 79% від більш ніж 1000 глядачів.